# 福安站
福安站，位于中国福建省宁德市福安市湾坞镇，连接沈海高速与宁上高速的湾坞枢纽附近，归属中国铁路南昌局集团，于2009年9月28日随温福铁路正式通车同时启用。该站为客货站，站房建筑面积3115平方米（其中候车室面积805平方米），车站最高聚集人数500人。

## 历史
2009年9月28日正式启用。
2021年3月，福安火车站站房改扩建工程开工，此次改造将原站房向站前广场方向进行扩建，总建筑面积增至4532.6平方米，并新建风雨廊2441.2平方米，同时改造站前广场、候车室、售票室及管理用房等项目，工程计划于2022年元旦假期期间完成。